# 官主主義
官主主義（かんしゅしゅぎ）とは、官僚が国家の主要政策などの決定において、国民による選挙で選ばれた政治家よりも大きな権力を持つ政治体制。

## 概要
太平洋戦争直前の1940年頃に、国家総動員法などにより政治家ではなく官僚が主導する形での国家運営の導入とともに成立した（ただし政党内閣の終焉は1930年代前半であり、それ以降の内閣の首相は近衛文麿以外軍人もしくは官僚であった）。終戦後にGHQによって陸海軍解体・財閥解体などは実施されたが、官僚制度については内務省廃止など一部の例を除いて不問に付されたことから、その後も同体制が現在まで続くこととなる。